# Tauchnitz
Tauchnitz est une ancienne maison d'édition allemande, fondée en 1837 et disparue en 1973.

## Histoire

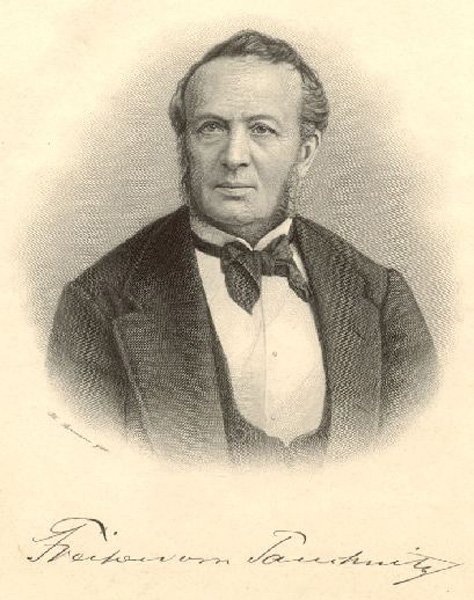
Portrait gravé du fondateur, Bernhard Tauchnitz.

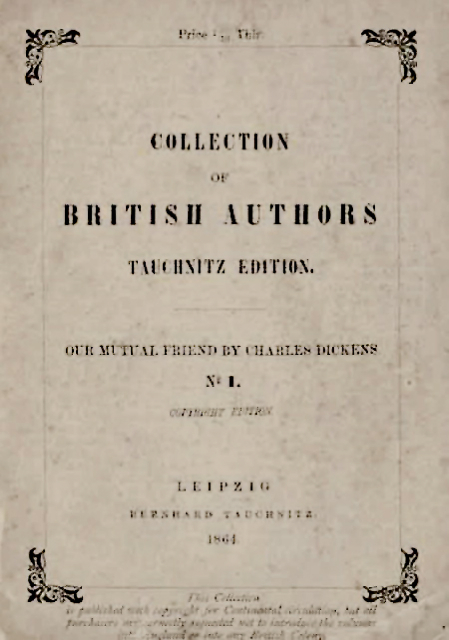
Couverture du no 1 de la Collection of British Authors : Our Mutual Friends de Charles Dickens.

Christian Bernhard Tauchnitz (1816-1895) fonde à Leipzig en février 1837 une maison d'édition à son nom, se spécialisant dans un premier temps dans la publication d'ouvrages religieux, de dictionnaires et autres livres de références classiques (littérature gréco-romaine). Il est le neveu de Karl Christoph Traugott Tauchnitz (1761-1836), éditeur depuis 1796, et qui l'aida à démarrer son affaire. Au milieu des années 1830, Tauchnitz est déjà une marque reconnue en Allemagne mais aussi en Europe en tant que fabriquant et diffuseur d'ouvrages pratique et de littérature en langue anglaise. Bernhard Tauchnitz développe considérablement durant les trente années suivantes ce type d'activité. Il lance en 1841 la « Collection of British Authors », prenant le soin de signer des contrats de diffusion avec les auteurs intéressés, comme par exemple Charles Dickens ou Nathaniel Hawthorne. Les ouvrages se présentent sous un format in-octavo, de cahiers cousus et brochés, et sont imprimés grâce à un procédé de stéréotypie, permettant de réduire considérablement les coûts et de proposer des tirages supérieur à 5 000 exemplaires. La clientèle ciblée est principalement les voyageurs transitant sur le continent européen : les volumes tauchnitz se trouvent dans tous les lieux de transit (agence de voyage, gare, hôtels, etc.) en plus des librairies, et ne peuvent être exportés et vendus dans les frontières de l'Empire britannique ou aux États-Unis. En 1868, est lancée la Collection of German Authors — des ouvrages de littérature allemande traduits en anglais —, puis en 1886, la Students' Tauchnitz Editions, destinée aux étudiants. Ce sont plus de 2 000 titres que l'on trouve alors au catalogue, dont certains font montre d'une inventivité remarquable, introduisant des clichés photographiques dès les années 1860.
En 1866, le fils de Bernhard, Christian Karl Bernhard Tauchnitz (1841-1921) entre à la direction de la maison et reprend le flambeau. Il tente de lancer une collection d'auteurs francophones. En 1901, la catalogue dépasse les 3 000 titres et la « Collection of British and American Authors » est transformée. En août 1914, les éditions Tauchnitz sont interdites de commerce en France du fait de la guerre ; les éditions Thomas Nelson & Sons prennent le marché.
Tauchnitz ouvre des bureaux à Paris dans les années 1920. Le graphisme des couverture est modernisé et un code de différentes couleurs est introduit. Une autre maison allemande, Albatross Books, développe dès 1932 le même type d'activité et entre en concurrence avec Tauchnitz. En septembre 1939, leurs ouvrages sont interdits de vente en France du fait de la guerre. Mais dès 1941, le bureau parisien de Tauchnitz rouvre et rachète une partie des actifs de certains maisons « aryanisées » comme celle fondée par Fernand Hazan ; 50 % des actifs des éditions de Cluny dirigée par Jacques de Michel Duroc de Brion (1904-1988) sont cédés à Wolfgang Krause-Brandstetter, gérant des Éditions Tauchnitz à Leipzig,.
En décembre 1943, les locaux du siège à Leipzig sont détruits par les bombardements alliés. La collection Tauchnitz, forte de plus de 5 300 titres disparaît après 1945. La marque continue après la guerre mais de façon plus discrète : elle disparaît totalement en 1973.